# Martin Tóth
Martin Tóth (sinh 13 tháng 10 năm 1986) là một cầu thủ bóng đá Slovakia thi đấu cho Spartak Trnava ở vị trí trung vệ.

## Sự nghiệp câu lạc bộ
Anh ký hợp đồng với Spartak Trnava vào tháng 7 năm 2013 và ra mắt cho đội bóng trước Trenčín ngày 21 tháng 7 năm 2013.